# Psalidognathus modestus
Psalidognathus modestus är en skalbaggsart som beskrevs av Fries 1833. Psalidognathus modestus ingår i släktet Psalidognathus och familjen långhorningar.
Artens utbredningsområde är:
- Costa Rica.
- Panama.
- Venezuela.

Inga underarter finns listade i Catalogue of Life.